# Вулиця Гіпсова (Львів)
Вулиця Гіпсова — вулиця у Франківському районі міста Львова, в місцевостях Новий Світ та Кульпарків. Прямує від вулиці Максима Залізняка до залізниці. Прилучаються вулиці Кременецька, Ожешко, Семирадського, Житомирська, Труша. Вулиця має переважно асфальтове покриття, у кінцевій частині забрукована.

## Історія
Вулиця виникла як дорога, що вела від вулиці Болотної до гіпсової фабрики Йосифа Франца, а 1871 року набула статус вулиці та отримала назву на честь тої самої фабрики. Тривалий час вулиця Гіпсова була однією з головних у цій місцевості, яка отримала назву Францівка. Під час німецької окупації Львова, у 1943—1944 роках вулиця мала назву Ріхтгофенґассе, за однією версією — на честь німецького пілота Манфреда фон Ріхтгофена, учасника першої світової війни, відомого за прізвиськом «Червоний барон», за іншою — на честь німецького географа, засновника геоморфології Фердинанда фон Ріхтгофена (1833—1905). 1944 року вулиці повернули її історичну назву, проте у 1975 року перейменували на Брестську, на честь захисників Брестської фортеці. У 1991 році вулиці повернена історична назва.

## Забудова
Активна забудова вулиці почала у 1890-х роках, коли почалася парцеляція колишніх гіпсових кар'єрів та городів Францівки. Ділянки, що видавалися під забудову на вулиці Гіпсовій, були менш престижними, ніж на паралельній вул. Коновальця, тому забудова з непарного боку вулиці складається переважно з флігелів та задніх брам вілл вулиці Коновальця.
З парного боку, на початку вулиці розташовані три кам'яниці № 2, 4 і 6, зведені близько 1910 років та оздоблені у стилях пізньої сецесії та неоготики. Будинок № 8 — зразок типової забудови Францівки 1890-х років.
На розі з вулицею Ожешко розташована вілла, споруджена 1907 року архітектором Людвіком Вельтце на замовлення поліційного радника Войцеха Венца. Потім власником був Зигмунт Радзимінський, відомий польський історик, археолог, знавець геральдики та генеалогії. Від 1930-х років й до 1946 року власником будинку був професор львівського університету Єжи Курилович, відомий мовознавець, керівник кафедри індоєвропейського мовознавства та кафедри романської філології. Будинок має адресу — вул. Елізи Ожешко, 11. Поряд 
Цікавим з архітектурної точки зору є вілла № 12, розташована на відступі від червоної лінії забудови, під назвою «Ewusia». Власниками ділянки були Казимира і Людомира Прафелів, які 9 січня 1926 року подали прохання до Львівського магістрату щодо будівництва одноповерхового будинку. За рік будинок було майже зведено, а наступного, 1928 року власники отримали дозвіл на введення будинку в експлуатацію. У квартирі № 2 до 1974 року мешкала українська скульпторка Ніна Іллівна Круглякова-Невель.
Під № 13 розташована одноповерхова вілла, зведена на початку XX століття за проєктом архітектора Ігнатія Віняжа для М. Лапуча.
Будинки № 14 і № 16 зведені у 1908 році, відповідно для архітектора Михайла Кустановича та його родича Юзефа Кустановича.
Пам'яткою архітектури місцевого значення є будинок № 28, споруджений у 1909 році та внесений до реєстру пам'яток 1994 року під охоронним № 2569-м.
Будинок № 30 — вілла «Niuta», збудована у 1920-х роках у дворковому стилі.
В будинку № 32, упродовж 1932—1935 років мешкав польський конструктор-машинобудівник, Доктор технічних наук, професор Львівської політехніки Вітольд Ауліх з родиною.
Триповерховий багатоквартирний будинок під № 36а споруджений у 1937—1938 роках за проєктом архітектора Стефана Порембовича в стилі функціоналізму для П. Мокрицької. Будинок 1991 року внесений до реєстру пам'яток архітектури місцевого значення під № 2080-м.
Двоповерхова вілла під № 36б збудована у 1938 році за проєктом архітектора Стефана Порембовича в стилі функціоналізму для інженера Бруно Шиманського. Будинок є зразком індивідуальної віллової забудови для однієї родини. У декорі цього двоповерхового будинку використано майже всі елементи, притаманні львівському функціоналізму 1930-х років: розчленований квадратами та чотирикутними пірамідами фасад, круглі та стрічкові вікна з поясками, численні куті решітки, зокрема, для квітів. Від 1946 року тут діяв дитячий будинок для дітей віком від 3 до 10 років, а від 1991 року працює дитячий садок № 18. 1991 року вілла внесена до реєстру пам’яток місцевого значення під охоронним № 2081-м. У 2021 році в межах програми «100 років модернізму у Львові» Бюро спадщини ознакувало будинок інформаційною табличкою.
Семиповерховий житловий будинок під № 36в зведений будівельною компанією «Максрембуд» у 2014—2015 роках. Одне з приміщень займає приватний дитячий садок «Левленд».
Забудова кінцевої частини вулиці складається переважно із конструктивістських будівель радянського періоду. Житлові будинки № 40б та № 64 зведені наприкінці 1950-х років.
Є й сучасні будинки, зокрема, приватна вілла (№ 10), комплекс зблокованих житлових двоповерхових будинків (№№ 27, 29), збудованих на початку XXI століття.
У 2015 році вулиця Гіпсова стала об'єктом чергового будівельного скандалу: у 2011 році за адресою Гіпсова, 36-Б почали зводити чотириповерховий багатоквартирний будинок з терасою. На початку 2015 року на майже завершеному будинку почали надбудовувати всупереч містобудівним нормам ще три поверхи, перетворюючи будинок на семиповерховий. У квітні того ж року журналістське розслідування встановило, що будівництво ведеться незаконно, без дозволу. У червні 2015 року за позовом народного депутата Ігоря Васюника слідче відділення Франківського ВП ГУНП у Львівській області відкрило кримінальне провадження за статтею 358 (підробка документів) Кримінального Кодексу України. Проте будівництво завершене та у другому кварталі 2015 року будинок введений в експлуатацію і отримав № 36-В.

Світлини вуличної забудови
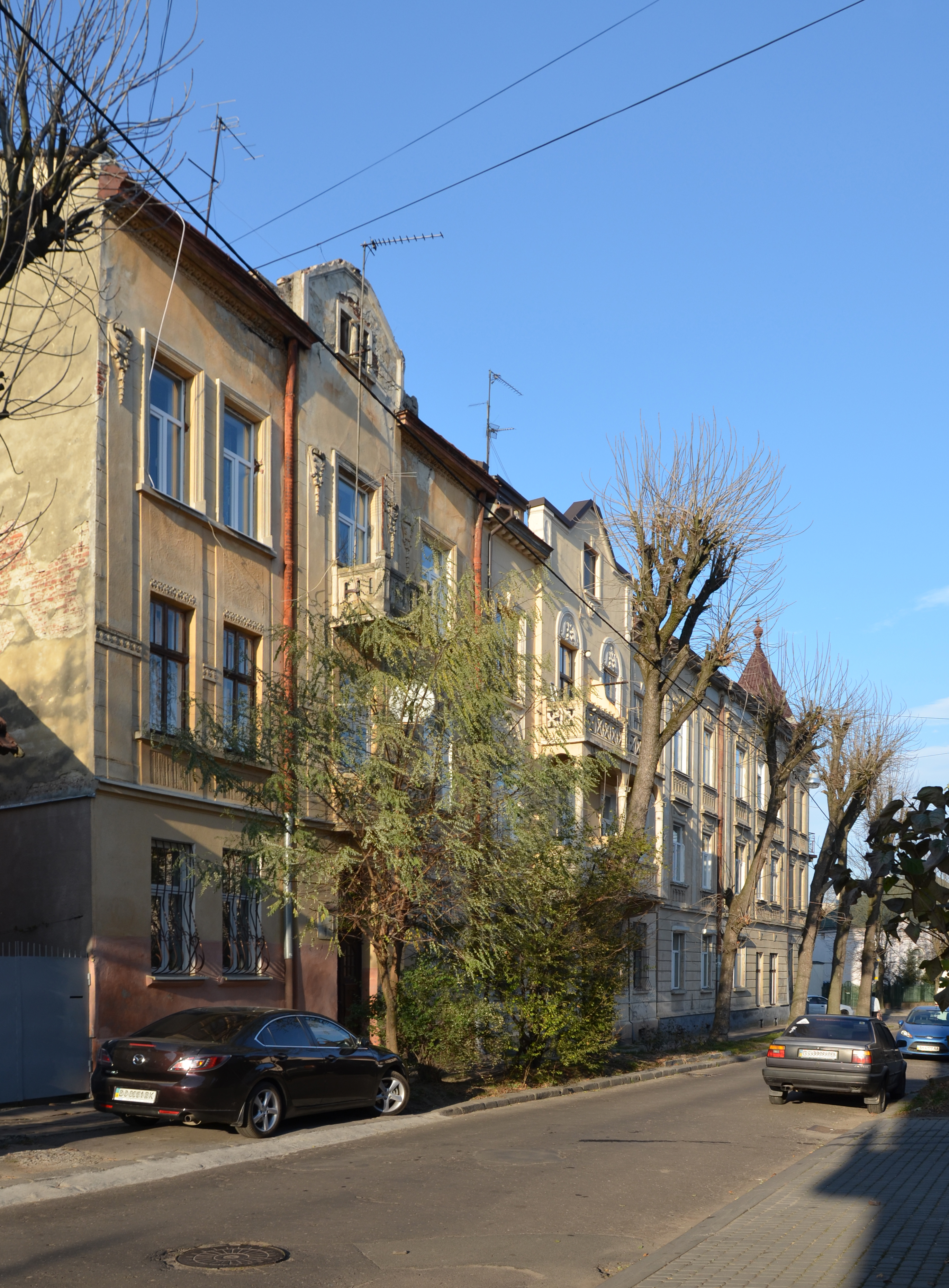
Кам'яниці (вул. Гіпсова, 2, 4, 6)
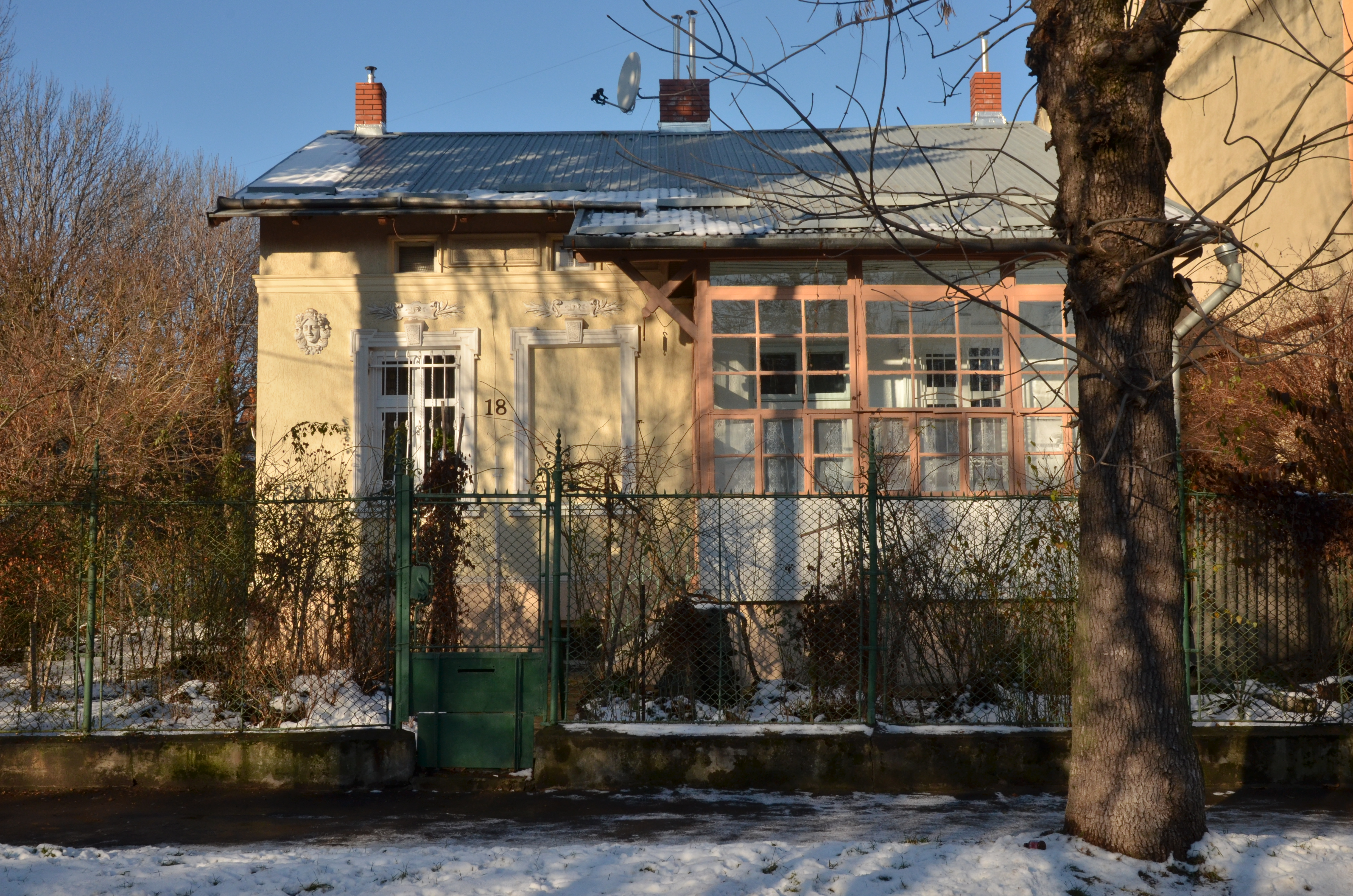
Вілла (вул. Гіпсова, 18)
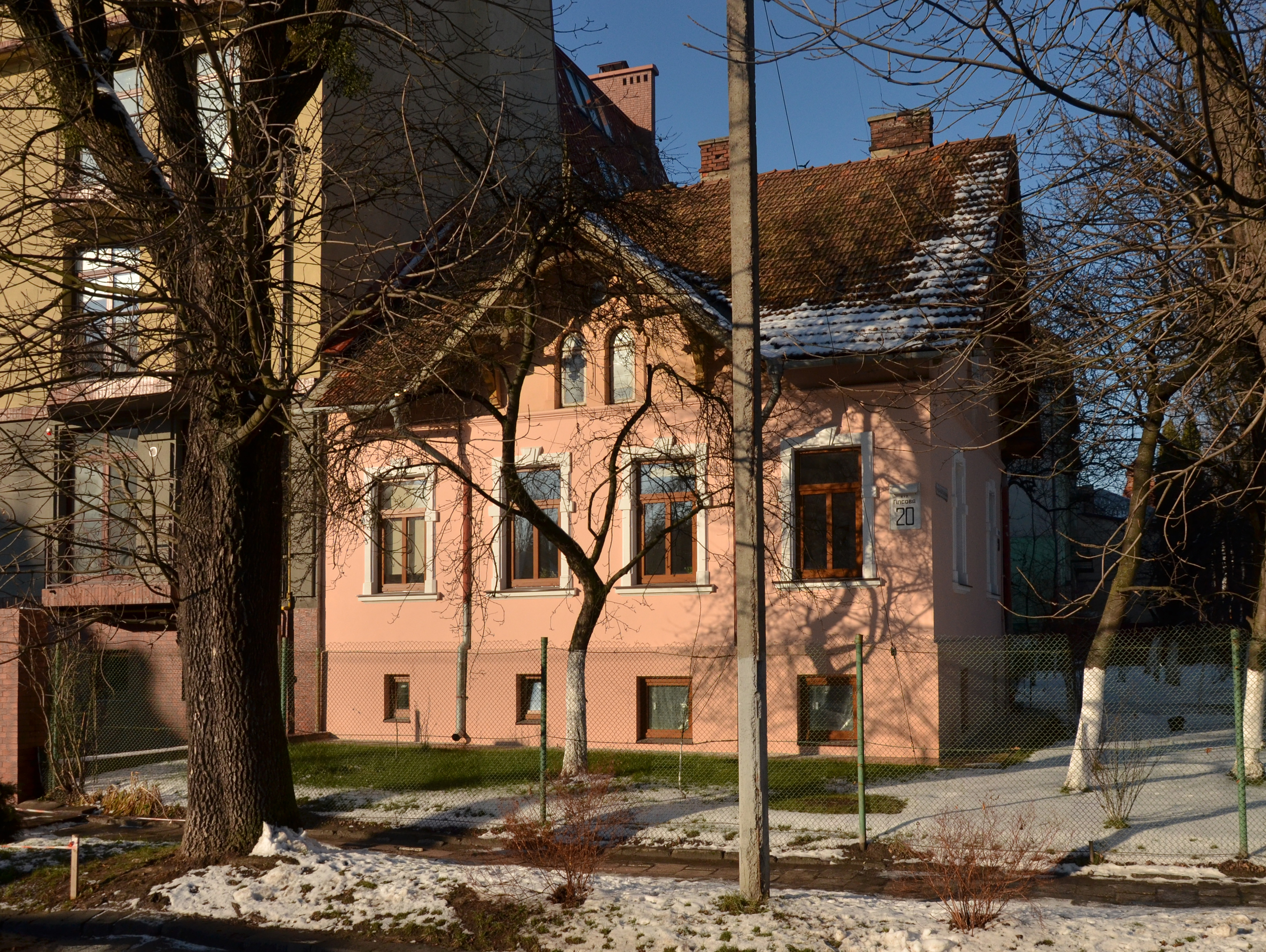
Вілла (вул. Гіпсова, 20)
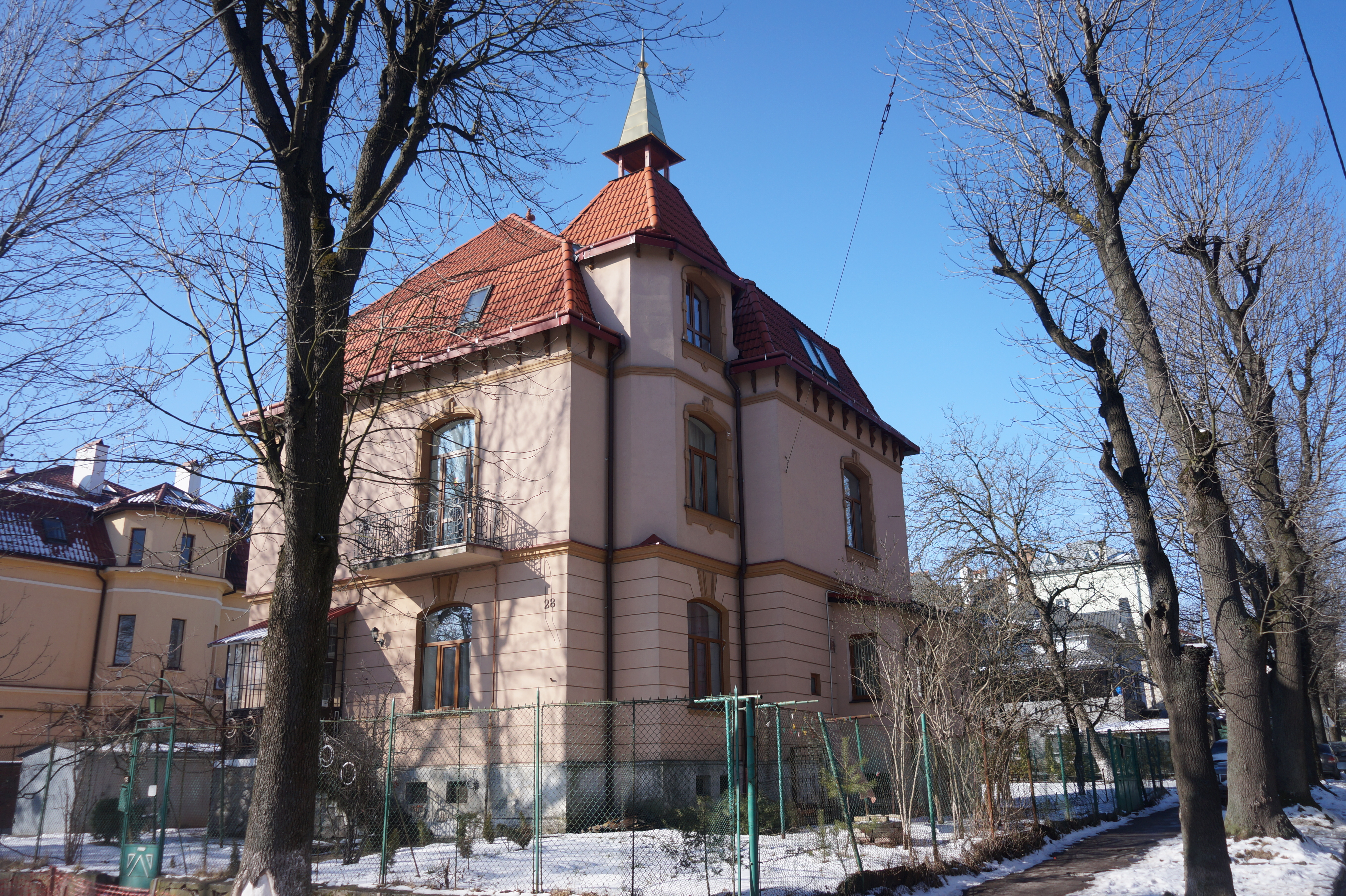
Вілла (1909 р., вул. Гіпсова, 28)
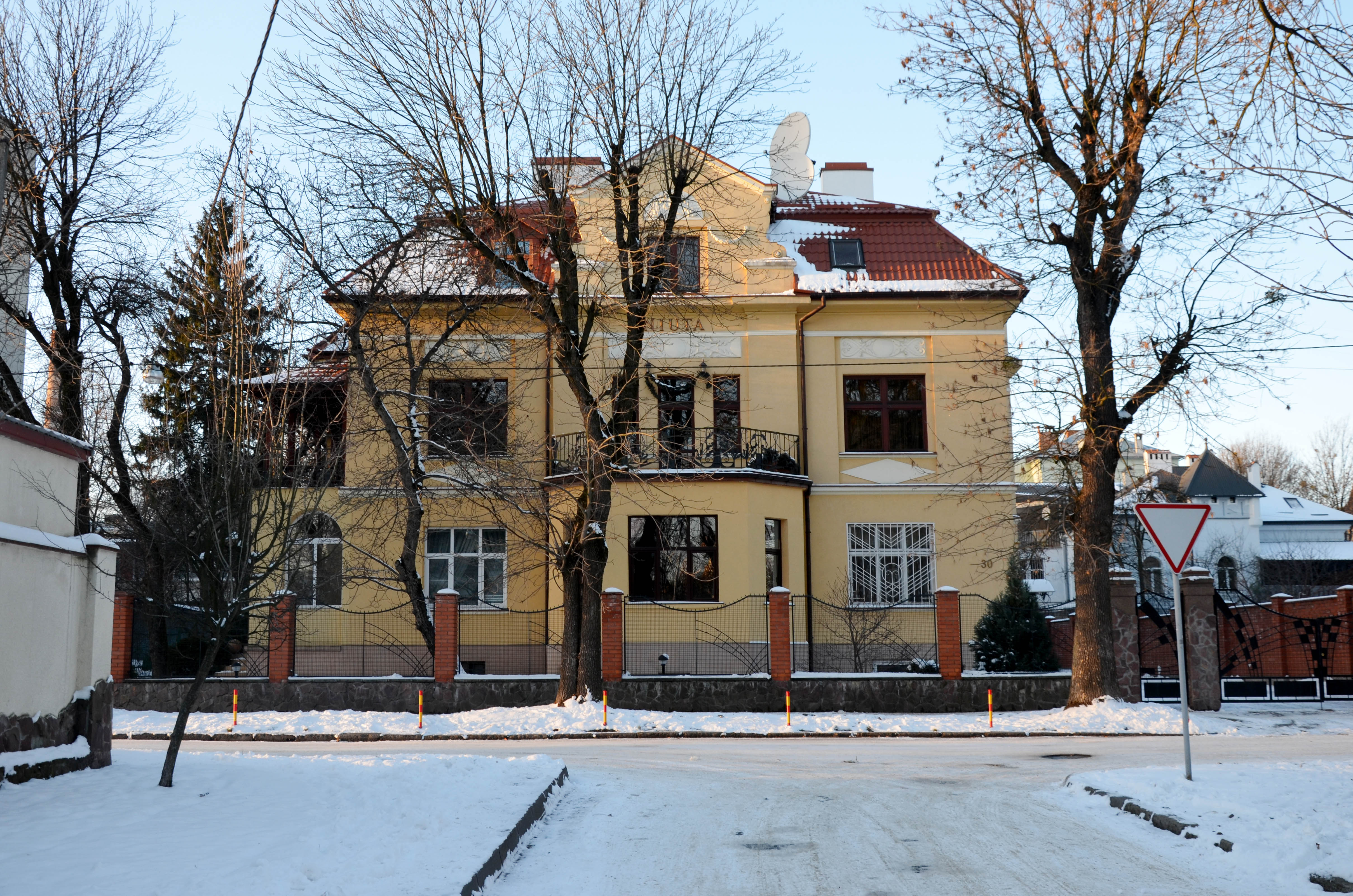
Вілла «Niuta» (1920-ті рр., вул. Гіпсова, 30)
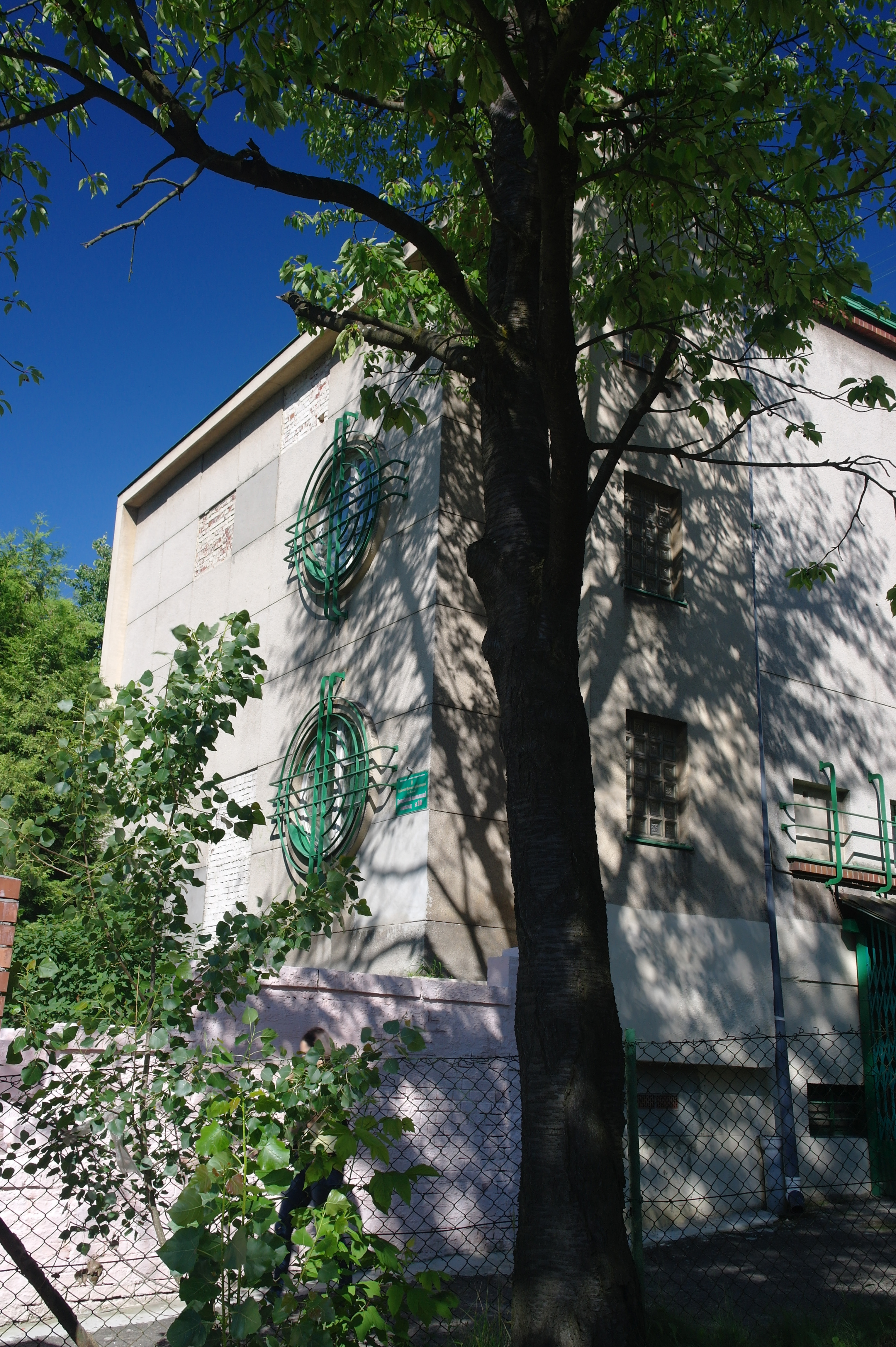
Вілла Шиманського (1938 р., вул. Гіпсова, 36-Б)